# Bitwa pod La Roche-l’Abeille
Bitwa pod La Roche-l’Abeille została rozegrana 25 czerwca 1569 roku pomiędzy katolickimi siłami króla Karola IX dowodzonymi przez księcia d’Anjou a armią hugenocką admirała de Coligny podczas wojen z hugenotami.

## Przyczyny
Trzecia wojna religijna we Francji była konfliktem pomiędzy katolikami a armią protestantów dowodzoną przez Kondeusza Starszego. Armia ta oblegała kilka miast w regionie Poitou, a następnie Angoulême i Cognac.  Podczas bitwy pod Jarnac (16 marca 1569), Kondeusz zginął, a dowództwo przejął utalentowany wódz hugenocki, admirał de Coligny.
Mając zamiar zaatakować armię królewską Coligny poprowadził swoich protestantów w kierunku Limousin, w nadziei wzmocnienia swych sił 14 000 najemników dowodzonych przez księcia Deux-Ponts, a opłacanych przez angielską królową Elżbietę. Po krótkim starciu z oddziałem wojsk królewskich książę Deux-Ponts przekroczył rzekę Vienne pod Aixe, ale zmarł 11 czerwca w pobliżu Nexon. Armia protestancka połączyła się z książęcymi najemnikami w Châlus i liczyła obecnie 25 000 ludzi.
Armia królewska, składająca się z 29 500 żołnierzy, dowodzona przez przyszłego króla Polski i Francji Henryka d’Anjou stała obozem przed Saint-Yrieix dla ochrony miasta.

## Przebieg starcia
Protestancka armia pojawiła się znienacka, zaskakując nieprzygotowanych królewskich, co dało jej od razu przewagę nad przeciwnikiem. Sytuację uratował przejściowo colonel général królewski, Filippo di Piero Strozzi, który widząc, że Coligny zmierza do oskrzydlenia jego wojsk, skłonił księcia d'Anjou do spiesznego wycofania w obliczu nadciągającego nieprzyjaciela. Bitwa ograniczyła się do potyczki czoła sił protestanckich z ariergardą katolików.

## Skutki
Zwycięstwo Coligny'ego nie było wprawdzie decydujące, bowiem armia królewska nie została rozbita, ale otworzyło mu drogę w kierunku regionu Périgord. Protestancka armia wzięła kilku jeńców, a wśród nich również Strozziego.
W ciągu kilku następnych tygodni protestanci bezkarnie mordowali ludność regionów Limousin i Perigord, w tym 500 żołnierzy piechoty w La Roche-l’Abeille i 250 wieśniaków w La Chapelle-Faucher, mszcząc w ten sposób śmierć Kondeusza i Paulon de Mauvans.
Jesienią, po bitwie pod Moncontour (30 października 1569), pokonani hugenoci doświadczyli podobnego losu z rąk zwycięskich katolików.